# مدرسة الأمم المتحدة الدولية هانوي
مدرسة الأمم المتحدة الدولية هانوي هي مدرسة دولية خاصة تقع في مدينة هو تشي منه، فيتنام.